# Emanuel Sperner
Emanuel Sperner   (Prusinowice, 9 de desembre de 1905 - Laufen (Sulzburg), 31 de gener de 1980) va ser un matemàtic alemany.

## Vida i Obra
Sperner va néixer a Waltdorf (Alta Silèsia) quan aquest territori pertanyia al regne de Prússia (avui, el seu nom és Prusinowice i pertany al voivodat d'Opole), i va fer els estudis secundaris a la ciutat de Neiße (actual Nysa, Polònia). El 1925 va iniciar els seus estudis universitaris de matemàtiques a la universitat de Friburg de Brisgòvia, però els va acabar el 1928, amb un doctorat, a la universitat d'Hamburg, dirigit per Wilhelm Blaschke i Otto Schreier en el que formulava el conegut lema de Sperner. A partir de 1928 va ser professor ajudant a la universitat d'Hamburg fins que el 1932 va obtenir l'habilitació per a la docència, però com que no va trobar feina a Alemanya, va anar a la universitat de Pequín amb un acord de la Fundació Xina per la Promoció de l'Educació i la Cultura.
El 1934 va tornar a Alemanya quan va ser nomenat professor de la universitat de Königsberg substituint Kurt Reidemeister qui havia estat cessat per la seva oposició al nazisme. A partir de 1942 va treballar al servei meteorològic de la marina de guerra nazi, càrrec que va compatibilitzar breument amb el de professor a la universitat d'Estrasburg. A partir de 1944 va ser sotsdirector de l'Institut de Recerca Matemàtica d'Oberwolfach recentment creat per Wilhelm Süss i, a partir de 1946, ho va compaginar amb un càrrec de professor de la universitat de Friburg de Brisgòvia. El 1949 va ser nomenat a la universitat de Bonn que va deixar el 1954 per tornar. finalment, a la universitat d'Hamburg, en la qual va romandre fins a la seva retirada el 1974.
Els seus treballs de recerca més notables van ser en els camps de la teoria de conjunts i de la combinatòria. El lema de Sperner (1928) afirma que qualsevol coloració d'una triangulació d'un símplex n-dimensional, conté una cèl·lula amb un conjunt complet de colors. Més tard es va veure que aquest lema proporciona una demostració directa del teorema del punt fix de Brouwer sense utilitzar explícitament l'homologia. D'altra banda, el teorema de Sperner estableix que la mida màxima d'una anti-cadena en el conjunt potència d'un n-conjunt és el coeficient binomial mitjà. D'aquí es deriven les k-famílies de conjunts de Sperner.
Sperner va publicar tres llibres i més de trenta articles científics, a més de ser editor de diverses revistes de matemàtiques. En tots els seus escrits es mostra el seu esperit extremadament didàctic, essent l'editor de les lliçons d'Otto Schreier d'àlgebra i geometria analítica. El 2005, es van editar les seves Gesammelte Werke (Obres escollides).